# San Michele Arcangelo (Sant’Angelo in Vado)

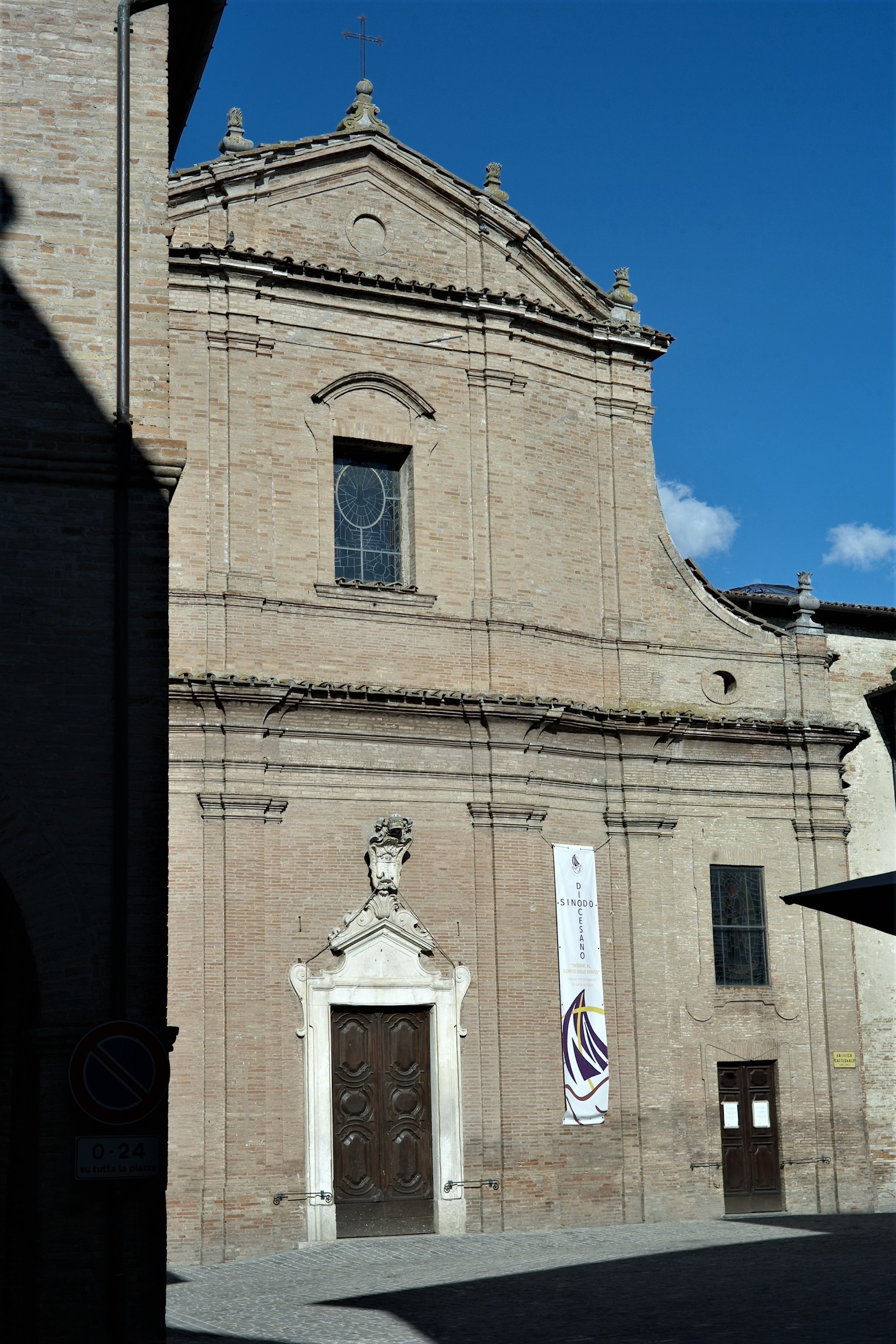
San Michele Arcangelo

San Michele Arcangelo ist eine römisch-katholische Kirche in Sant’Angelo in Vado in der italienischen Region Marken. Die Konkathedrale des Erzbistums Urbino-Urbania-Sant’Angelo in Vado ist dem Erzengel Michael gewidmet. Die als Kathedrale des bis 1986 existierenden Bistums Urbania e Sant’Angelo in Vado im 18. Jahrhundert erbaute Kirche ist als italienisches Nationaldenkmal und Basilica minor ausgezeichnet.

## Geschichte
Ausgehend von einer ersten Kirche im 6. Jahrhundert wurde der Bau wiederholt erneuert. Von der Ende des 13. Jahrhunderts erbauten Saalkirche sind einflüglige, gotische Fenster erhalten. Im Jahr 1639 wurde die Pfarrkirche von Papst Urban VIII. zur Kathedrale geweiht. Die einschiffige Kirche wurde ab 1728 bei der Erweiterung stark umgebaut und erhielt neben den Seitenschiffen den heutigen Glockenturm sowie an der Fassade das Wappen von Papst Clemens XIV. Im Juli 1947 verlieh Papst Pius XII. der Kathedrale den Titel einer Basilica minor. Mit der Neuorganisation der italienischen Bistümer wurde sie 1986 zur Konkathedrale.

## Beschreibung
Hinter der breiten Fassade des Doms öffnet sich eine dreischiffige Basilika. Die Backsteinfassade mit zwei Etagen ist durch Halbsäulen in drei Teile gegliedert. Über dem Nebeneingang erhebt sich ein quadratischer Glockenturm, der von einer runden, bleiverkleideten Kuppel bedacht wird. Auf ihr befindet die gotische Marmorstatue des Erzengels Michael. Auf der rechten Seite der Kirche ist in der Mitte des rechten Seitenschiffs wurde die Kapelle der Madonna del Pianto angefügt. Das Mittelschiff ist von den Seitenschiffen durch Rundbögen getrennt, die von vier Säulen getragen werden, die Doppelpilaster mit korinthischen Kapitellen enthalten. Die Kanzel aus lackiertem und vergoldetem Holz aus dem 18. Jahrhundert überblickt das Kirchenschiff. Der um drei Stufen erhöhte Chor ist durch eine Balustrade und ein Gitter abgeteilt, er schließt hinter dem aus Nussbaum geschnitzten Chorgestühl aus dem 18. Jahrhundert mit einer dreiseitigen Apsis. Sein Altar ist aus polychromem Marmor gefertigt, der an den Seiten mit Voluten verziert ist. Das Altarbild stellt den Schutzpatron St. Michael dar, ein Spätwerk von Francesco Mancini aus dem Jahr 1754.